# 신창원
신창원(申昌源, 1967년 5월 28일 ~ )은 대한민국의 수감자로, 1997년 1월 탈옥한 것으로 알려지고 있다. 신창원은 대한민국에서 범죄자 하면 늘 등장하는데 체포 당시 입은 화려한 티셔츠 쫄티가 유행하기도 했다.

## 범죄 수감
신창원은 중학교에 진학한 지 3개월 만에 퇴학을 당했고 1984년 닭6마리, 새우깡 하나를 훔쳤으며 18살 때 절도죄로 소년원에 수감됐다. 신창원의 아버지 신흥선은 아들이 소년원에 들어가서 새 사람이 되길 갈망하였지만 신창원은 이 사건으로 인해 본격적으로 반항적인 인생을 살게 된다. 신창원은 출소하고 상경하여 음식점 배달 일 등을 하다 1986년 절도죄로 또 다시 징역 8개월 집행 유예 1년을 선고 받는다. 1989년 3월 28일 공범 4명과 성북구 돈암동 정모 씨 집에 침입하여 강도행위하다 공범 중 하나가 정씨를 죽이고 강도치사죄로 수배된다. 같은 해 9월 29일에 청량리의 모 커피전문점에서 검거됐다. 검거 후, 신창원은 무기징역 선고 받고 청송교도소에 수감된 후 신창원은 1994년 부산교도소로 이감됐다.

## 탈옥과 검거
신창원은 1997년 1월 20일 부산교도소 화장실 환풍구 쇠창살을 쇠톱날로 절단하고 교회 공사장으로 숨은 다음 굴을 파고 탈출하였다. 환풍구는 32cmx28cm 정도 크기였는데, 이 환풍구를 통과하기 위하여 신창원은 끼니를 굶으며 몸무게를 두 달 동안 15kg까지 감량하였다. 신창원은 교도소 탈출 이후 약 2년 동안 전국을 오가며 약 9억 8천여만원을 훔쳤고, 훔친 돈으로 유흥업소, 다방 여종업원들을 유혹해 동거하며 아지트로 삼지만, 살 곳이 없을 때는 토굴, 상자 등에서 생활 하며 쥐고기로 연명한 적도 있다 한다. 신창원은 경찰관의 추격에 쫓기던 중 담당 형사 원종열 경장이 쏜 발터 PP에 맞아 부상당하고도 추격을 따돌려 초인적 체력을 과시하기도 하였다. 경찰은 신창원의 검거를 위하여 헬리콥터, 전경을 동원하였지만 번번이 속수무책, 신창원을 열 세 차례 눈앞에서 놓쳤다. 1999년 7월 16일, 신창원이 숨은 전라남도 순천 금당 대주아파트에서 가스레인지 수리공의 제보를 받은 경찰관에 의해 검거됐고, 2년 6개월(907일)간의 탈옥 생활의 마침표를 찍었다. 이후 당시 수사과장 김진희는 제63대 광주 동부 경찰서장으로 부임, 신고한 수리공은 경찰에 특채됐다. 국내 여성 경찰 공무원 최초 강력 계장으로 임명된 박미옥 경감도 당시 특검팀 소속으로 활약한다.

### 검거 당시 짝퉁 명품 브랜드 화제
신창원의 검거 당시 장면이 TV 방송, 신문 기사에 많이 나오기도 하였는데, 신창원의 미소니 짝퉁 티셔츠는 신창원 티셔츠로 유명해졌다. 또, KBS의 《개그콘서트》에서는 개그맨이 엔딩에 그 티셔츠를 입고 나와 등에 커다란 둘리 문신을 보여주고 잡혀들어가는 연기를 보여주기도 하였다.

## 재검거 이후
재검거 이후 신창원은 22년 6개월 형을 추가로 선고받고, 현재 교도소에서 모범적인 수감 생활을 하고
있다. 신창원은 수감 중에 중졸, 고졸 검정고시에 연이어 붙는다.
지금 날 잡기 위해 군대까지 동원하고 엄청난 돈 쓰는데 나같은 놈에게 교사 분이 '이XX야, 돈 안 가져 오고 왜 학교 오나 꺼져' 하셨는데 그 때부터 마음 속에 악마가 생기게 됐다.— 신창원 《중앙M&B》, 1999년 9월 1일 홈페이지 인용

### 행정 민사 소송
2009년 9월 29일 대구고등법원에 따르면 신창원은 지난 7월 작성한 서신 12통의 발송이 허가되지 않자 지난 달 청송3교도소장을 상대로 서신발송 불허 처분 취소와 손해 배상금 300만원 지급 요구하라는 행정소송을 제기하였다. 신창원은 소장 작성 틀에 어긋남이 없이 소장을 직접 작성하였다. 정보비공개처분취소 행정소송 소장 등은 A4 용지 7장 분량으로 정보비공개처분(처분 경위. 위법, 관계 법령, 소결)과 서신 수. 발신 불허처분(처분 경위. 위법), 손해 배상 책임 발생, 결론 등의 기본 요건을 갖췄다. 또한 신창원은 2010년 4월 1일 교도소에서 기자 접견을 막고 편지를 외부로 보내주지 않아 피해를 보고 있다는 것에 대해 소송을 내 승소하여 100만원 배상을 받는다.

### 자살 시도
2011년 8월 18일 신창원은 자신의 감방에서 자살을 시도하였고 중태 상태에 이른다.
현재 복역중인 경북북부 제1교도소에 따르면, 특이한 가혹행위 등은 없고 지난 7월 부친이 사망한 것에 대한 정신적 충격으로 인한 것이라 추측하고 있다.
이로써 신창원은 지난 해 6월 흉악범만 수용된 중경비시설인 제2교도소에서 제1교도소로 이감된 지 1여년 만에 자살기도로 물의 일으킨 셈이 됐다. 제2교도소는 특히 관리 필요한 아동 성폭행범 등 흉악범죄자와 문제 수형자만 분리 수용하는 중경비 시설이다. 당시 신창원은 제1교도소에서 모범적인 수형 생활로 일반 교도소로 이감됐다.

## 방송
- 공개수배 사건 25시
- 경찰청 사람들
- 긴급구조 119

- 꼬리에 꼬리를 무는 이야기

## 같이 보기
- 후쿠다 가즈코 - 5000일 넘는 도피 행동을 벌인 일본의 살인자